# Жили Делпи
Жили Делпи (фр. Julie Delpy; Париз, 21. децембар 1969) је француска глумица, редитељка, сценаристкиња и певачица светској публици позната по улози у љубавној драми Пре свитања (1995) и наставцима Пре заласка сунца (2004) и Пре поноћи (2013). Делпијева је написала сценарио за последња два наставка заједно са редитељем Ричардом Линклејетером и глумцем Итаном Хоком и била номинована за награду Оскар у категорији Најбољи адаптирани сценарио. Изведба у филму Пре поноћи донела јој је номинације за бројне друге награде укључујући Златни глобус и Спирит.
Делпијева је такође остварила значајне улоге у филмовима Европа Европа (1990), Путник (1991) Три боје - Бело (1993), Амерички вукодлак у Паризу (1997), те у романтичним комедијама Два дана у Паризу (2007) и Два дана у Њујорку (2012) које је уједно и режирала. Три пута је била номинована за награду Цезар.